# Volksbank Olpe-Wenden-Drolshagen
Die Volksbank Olpe-Wenden-Drolshagen eG ist eine deutsche Genossenschaftsbank mit Sitz in der nordrhein-westfälischen Kreisstadt Olpe im Kreis Olpe.

## Geschichte
Im Juni 2011 stimmten die Vertreterversammlungen der Volksbank Olpe eingetragene Genossenschaft und der Volksbank Wenden-Drolshagen e.G. für die Fusion der beiden Institute – rückwirkend zum 1. Januar 2011. Das fusionierte Institut firmiert unter dem Namen Volksbank Olpe-Wenden-Drolshagen eG.

### Volksbank Wenden-Drolshagen eG
Am 11. Januar 1874 gründeten 34 Personen den Darlehnskassenverein Drolshagen mit dem Sitz in Drolshagen. Am 4. Juni 1885 erfolgte die Gründung des Wendener Spar- und Darlehnskassenvereins mit dem Sitz in Wenden. Im Jahr 1913 hatten beide Banken eine Bilanzsumme von 1,6 Mio. Reichsmark. Im Jahr 1972 erfolgte die Fusion der Spar- und Darlehnskasse Drolshagen eGmbH mit der Spar- und Darlehnskasse Wenden eGmbH zur Spar- und Darlehnskasse Wenden-Drolshagen eGmbH. Nach zwei Jahren wurde sie zur Volksbank Wenden-Drolshagen eG umfirmiert.

### Volksbank Olpe eingetragene Genossenschaft
Am 2. August 1925 wurde in der Gründungsversammlung das erste Statut der Amt Olper Spar- und Darlehnskassenverein eingetragene Genossenschaft mit unbeschränkter Haftpflicht ins Leben gerufen. Seit 1974 firmiert die damalige Spar- und Darlehnskasse Olpe eGmbH unter dem Namen Volksbank Olpe eingetragene Genossenschaft.
Im Juni 1986 übernahm die Volksbank Olpe eingetragene Genossenschaft im Wege der Verschmelzung die Volksbank Rhode eG mit dem Sitz in Rhode. Zwischen 1993 und 1997 erfolgte der Umbau und die Aufstockung der Hauptstelle der Bank in Olpe. Im Februar 1997 erfolgte die Neueröffnung der Räumlichkeiten. Im gleichen Jahr wurde auch die Filiale Rhode umgestaltet.

## Rechtsverhältnisse
Die Volksbank Olpe-Wenden-Drolshagen eG ist im Genossenschaftsregister beim Amtsgericht Siegen unter GnR 145 eingetragen.

## Organisationsstruktur
Rechtsgrundlagen sind das Genossenschaftsgesetz und die durch die Vertreterversammlung beschlossene Satzung. Organe der Bank sind der Vorstand, der Aufsichtsrat und die Vertreterversammlung.

## Sicherungseinrichtung
Die Volksbank Olpe-Wenden-Drolshagen eG ist der amtlich anerkannten Sicherungseinrichtung des Bundesverbandes der Deutschen Volksbanken und Raiffeisenbanken GmbH und der zusätzlichen freiwilligen Sicherungseinrichtung des Bundesverbandes der Deutschen Volksbanken und Raiffeisenbanken e.V. angeschlossen.

## Geschäftsausrichtung
Die Volksbank Olpe-Wenden-Drolshagen eG betreibt das Universalbankgeschäft und ist ein Allfinanzinstitut in Zusammenarbeit mit der Genossenschaftlichen FinanzGruppe Volksbanken Raiffeisenbanken. Im Verbundgeschäft arbeitet sie mit der DZ Bank, R+V Versicherung, Bausparkasse Schwäbisch Hall, Teambank, VR Smart Finanz, Münchener Hypothekenbank, DZ Hyp und der Union Investment zusammen.

## Geschäftsgebiet
Das Geschäftsgebiet liegt im Südwesten des Kreises Olpe.
An diesen Orten betreibt die Bank Filialen:
- Olpe (Hauptstelle, jur. Sitz + 2 SB-Geschäftsstellen)
- Drolshagen (Geschäftsstelle)
- Wenden (Geschäftsstelle)
- Hünsborn (Geschäftsstelle)
- Gerlingen (Geschäftsstelle)
- Rhode (SB-Geschäftsstelle)